# Bernhard Duijm
Bernhard Duijm (* 11. August 1960 in Schwäbisch Gmünd) ist ein deutscher Wirtschaftswissenschaftler und Hochschullehrer. 

## Leben
Duijm promovierte 1989 an der Universität Tübingen zum Dr. rer. pol. mit der Arbeit Wechselkurspolitik für Entwicklungsländer. Dort erfolgte 1996 auch die Habilitation mit der Arbeit Die Wettbewerbspolitik der EG gegenüber vertikalen Vertriebsvereinbarungen. Anschließend war er an der Universität Tübingen als Privatdozent tätig, heute als außerplanmäßiger Professor für Volkswirtschaftslehre insbesondere Wirtschaftspolitik.
Außerdem unterrichtet Duijm an der Leibniz-Fachhochschule in Hannover, VWA Hochschule in Stuttgart sowie der DHBW Stuttgart. Zudem ist er Mitglied des Wirtschaftspolitischen Ausschusses des Vereins für Socialpolitik.

## Publikationen (Auswahl)
- Wechselkurspolitik für Entwicklungsländer. München 1990: VVF. ISBN 3-88259-768-2
- Die Wettbewerbspolitik der EG gegenüber vertikalen Vertriebsvereinbarungen. Baden-Baden 1997: Nomos-Verl.-Gesellschaft. ISBN 3-7890-4672-8
- (Hrsg.): Aktuelle Probleme der Weltwirtschaftsordnung: Festgabe für Josef Molsberger zum 65. Geburtstag. Hamburg 1999: Kovač. ISBN 3-86064-911-6
- mit Hartmut Berg: Deregulierung und Privatisierung: Gewolltes – Erreichtes – Versäumtes. Berlin 2002: Duncker und Humblot. ISBN 3-428-10760-8